# Susanne Karlsson (triathlet)
Susanne Karlsson, är en svensk före detta triathlet som var aktiv i mitten av 1990-talet och tävlade  för Kristianstads Triathlon Klubb.  
Den då 13-åriga Susanne Karlsson slog igenom 1991, samma år som hon började tävla i triathlon. Hon skapade rubriker genom att vinna motionsklassen i Karlstad Triatlon. 1996 blev hennes stora år, med internationella framgångar som junior: EM och VM-silver i duathlon och EM och VM-sjua i triathlon. På hemmaplan vann hon JSM-guld individuellt och i lag tillsammans med Emma Olsson och Zarah Bjuremar. 1997 började bra med JEM-silver i duathlon, men sedan spolierades säsongen av skador. Hon var elev på triathlongymnasiet i Motala. 1995 blev hon tävlande för Motala AIF svensk junior mästare på cykeltempo 20 km, 1993 då hon tävlade för Hässleholms CK vann hon tempoloppet i F16-klassen.